# محافظه قلوه
محافظه قلوه (به عربی: محافظة قلوة) یک منطقهٔ مسکونی در عربستان سعودی است که در استان باحه واقع شده‌است.